# Amiota femorata
Amiota femorata är en tvåvingeart som beskrevs av Chen och Takamori 2005. Amiota femorata ingår i släktet Amiota och familjen daggflugor. Inga underarter finns listade i Catalogue of Life.